# Avira
Avira Operations GmbH & Co. es una compañía de seguridad informática alemana. Sus aplicaciones antivirus están basadas en el motor AntiVir, lanzado en 1988, comúnmente llamado Luke Filewalker. Se fundó bajo el nombre de "H+BEDV Datentechnik GmbH".
Una de sus aplicaciones antivirus, AntiVir PersonalEdition Classic, es multiplataforma (mac, windows, linux) y gratuita para uso personal. El motor de Avira ha sido licenciado al antivirus Ashampoo y Webroot WebWasher. Dispone de un software antivirus gratuito para uso personal y su principal rival es Avast!, aunque en las últimas pruebas este ha sido inferior en varios aspectos frente a Avira. En aspectos como: Consumo de recursos, heurística, y una alta capacidad de detección de rootkits y troyanos.[cita requerida]

## Productos
Avira Free Antivirus es Freeware. Como la mayor parte de software de antivirus, explora discos duros y extraíbles en busca de virus y también corre como un proceso de fondo, comprobando cada archivo abierto y cerrado. Esto puede descubrir y posiblemente quitar rootkits. Esto también realiza una actualización en Internet (diariamente) en la cual abre una ventana, con un anuncio que aconseja al usuario comprar Avira AntiVir Premium. Avira puso al día todos sus productos a la versión 10.0 en marzo de 2010. La versión 10.0 (gratis) tiene un motor de exploración más rápido y una interfaz de usuario más refinada.
Avira Antivirus Premium tiene varias mejoras sobre la versión gratis notables:
- Detección de adware, phishing.
- Exploración de Correo electrónico (POP3 and SMTP).
- WebGuard para bloquear acceso a sitios maliciosos.
- Bootable RescueCD para retiro de malware y recuperación de sistema.

## Cambio de nombre en los productos
- Avira AntiVir Personal pasó a llamarse Avira Free Antivirus
- Avira AntiVir Premium pasó a llamarse Avira Antivirus Premium
- Avira AntiVir Premium Security Suite pasó a llamarse Avira Internet Security
- Guard pasó a llamarse Real-Time Protection
- Web Guard pasó a llamarse Web Protection
- Mail Guard pasó a llamarse Mail Protection
- FireWall Personal pasó a llamarse Avira FireWall

- Todos estos cambios se realizaron a partir de la versión 2012 y 2013.

## Revisiones
Al final del mes de mayo de 2010 Avira AntiVirus fue puntuado 6.5 de 8 en las pruebas para la detección y el retiro de rootkits y en 71 % de eficacia para la detección de virus activos, por el Laboratorio de Prueba Anti-Malware; ambos dieron la calificación "de oro", el premio o puntuación más alta. Sin embargo, fue calificado con "resultados mediocres", el grado más bajo, para el tratamiento de infección y falló además en la prueba de autoprotección.
Avira ha sido calificado como "Avanzado + " y ha obtenido varios galardones consecutivos de AV-COMPARATIVES desde febrero, mayo y agosto de 2001 y 2010, así como el grado de detección más alto entre productos de antivirus por Av-Test.org, realizando el trabajo mejor que cualquier otro producto.